# Emma, Missouri
Emma är en ort i Saline County i delstaten Missouri, USA.